# L'Incroyable Défi
Pour plus de détails, voir Fiche technique et Distribution.
L'Incroyable Défi  est un film américain réalisé par John G. Avildsen, sorti en 1989.

## Synopsis
Un professeur autoritaire et intransigeant réintègre en tant que proviseur son ancien établissement où jeux d'influence, violences et trafics règnent en maître.

## Fiche technique
- Titre français : L'Incroyable Défi
- Titre original : Lean on Me
- Réalisation : John G. Avildsen
- Scénario : Michael Schiffer
- Musique : Bill Conti
- Photographie : Victor Hammer
- Montage : John G. Avildsen & John Carter
- Production : Norman Twain
- Société de production : Norman Twain Productions & Warner Bros.
- Société de distribution : Warner Bros.
- Pays :  États-Unis
- Langue : Anglais
- Format : Couleur - Dolby - 35 mm - 1.85:1
- Genre : Drame
- Durée : 109 min

## Distributions
- Morgan Freeman (VF : Med Hondo) : Le proviseur Joe Clark
- Beverly Todd (VF : Maïk Darah) : Mlle Levias
- Robert Guillaume : Dr. Frank Napier
- Alan North : Le maire Don Bottman
- Lynne Thigpen : Leonna Barrett
- Ethan Phillips : M. Rosenberg
- Jermaine 'Huggy' Hopkins : Thomas Sams
- Karen Malina White : Kaneesha Carter
- Robin Bartlett : Mme Elliott
- Ivonne Coll : Mme Santos
- Michael Beach : M. Darnell
- Alex Romaguera : Kid Ray
- Karina Arroyave : Maria
- Tony Todd : William Wright
- Regina Taylor : Mme Carter
- Michael P. Moran : M. O'Malley
- Mike Starr : M. Zirella
- Hershel Slappy : Le révérend Slappy

## Anecdote
- Morgan Freeman et Beverly Todd se retrouveront 19 ans plus tard dans le film Sans plus attendre réalisé par Rob Reiner.

## Distinctions

### Récompenses
- 1991 : NAACP Image Award pour Morgan Freeman

### Nominations
- 1990 : 3 nominations aux Young Artist Awards
- 1990  : nomination pour le Jackie Coogan Award, aux Young Artist Awards pour Norman Twain (producteur)